# Chris Grant Wenchell
Christopher „Chris“ Grant Wenchell (* 1989 oder 1990 in Brentwood, New York) ist ein US-amerikanischer Schauspieler.

## Leben
Wenchell wurde in Brentwood geboren und wuchs auf Long Island auf. Nach dem Abitur an einer Schule in Eastport besuchte er das Fashion Institute of Technology und studierte Computeranimation, wo er animierte Kurzfilme schuf. Seine Faszination für das Erstellen von Filmen war seine Motivation, Schauspiel zu studieren, während er in New York City lebte. Seine Schauspielausbildung erhielt er schließlich am Maggie Flanigan Studio. Später folgte ein Kurs am Bob McAndrew Studio. Er debütierte 2007 in Nebenrollen in Mitten ins Herz – Ein Song für dich und The Killing Floor als Filmschauspieler. 2011 hatte er eine Nebenrolle in Freundschaft Plus inne. 2012 stellte er in fünf Episoden der Fernsehserie Olympia die Rolle des Reese dar. 2018 übernahm er die Hauptrolle des Nikko Hawkins im Fernsehfilm Writer Block. 2021 verkörperte er die Rolle des Samperio im Tierhorrorfilm Megalodon Rising – Dieses Mal kommt er nicht allein. 2022 folgte die Episodenrolle des Arson Gallegos in der Fernsehserie FBI: Most Wanted.

## Filmografie (Auswahl)

### Schauspieler
- 2007: Mitten ins Herz – Ein Song für dich (Music and Lyrics)
- 2007: The Killing Floor
- 2010: I.D. (Kurzfilm)
- 2010: Son of a Don (Kurzfilm)
- 2011: Freundschaft Plus (No Strings Attached)
- 2011: Everyone Wants Theirs (Fernsehserie, Episode 1x03)
- 2011: The Other Side (Kurzfilm)
- 2012: Olympia (Fernsehserie, 5 Episoden)
- 2012: Charlie and Jimmy (Kurzfilm)
- 2013: Killer Kids (Fernsehdokuserie, Episode 2x07)
- 2014: The Gambit (Fernsehserie)
- 2014: Conversations with a Dying Man (Kurzfilm)
- 2015: Power (Fernsehserie)
- 2016: Snow the Snow Wite Film
- 2016: Hugs (Kurzfilm)
- 2017: Check Your Mate (Kurzfilm)
- 2018: Writer Block (Fernsehfilm)
- 2020: Tough Love (Kurzfilm)
- 2020: Lover’s Quarrel (Kurzfilm)
- 2021: Megalodon Rising – Dieses Mal kommt er nicht allein (Megalodon Rising)
- 2022: FBI: Most Wanted (Fernsehserie, Episode 3x14)